# Louis Soulié
Pour les articles homonymes, voir Soulié.
Louis Soulié est un homme politique français né le 6 mars 1871 à Saint-Étienne (Loire) et décédé le 9 septembre 1939 à Saint-Just-sur-Loire (Loire).

## Biographie
Étudiant au lycée de Saint-Étienne, puis à la faculté des Lettres et de Droit à Lyon, dans laquelle il obtient son doctorat de droit.
Journaliste et patron de Presse, il fonde avec Pierre Waldeck-Rousseau « La tribune républicaine ». Avocat au barreau de Saint-Étienne, puis maire de Saint-Étienne et conseiller général de la Loire, il est sénateur de la Loire de 1920 à 1932, inscrit au groupe de la Gauche démocratique.
En 1941, il est cité comme dignitaire de la franc-maçonnerie, en application de la loi sur les sociétés secrètes,.

## Famille
C'est le beau-frère de Claude Rajon (sénateur). Il est marié à Adrienne Gintzburger, avec laquelle il a 4 enfants : Albine, Jeanne, Pierre et Michel.